# Савез независних
Савез независних је била национална-либерална политичка партија у Аустрији која је била актива од 1949. до 1955. Већина њених присталица су пре Другог светског рата били чланови Велике Немачке народне странке. Данас у Аустрији сличну идеологију овој странци има Слободарска партија Аустрије.

## Оснивање
Њено оснивање је подржавала Социјалдемократска партија Аустрије, јер су мислили да ће да подели конзервативне, десничарске гласаче и тако ослабити не-социјалну Хришћанску социјалну партију и добити апсолутну већину у Аустрији.
Странку су званично основали Херберт Алојз Краус и Виктор Рејман 25. марта 1949. Уставотворна скупштина је одржана следећег дана у Салцбургу. За председника је изабран Краус, а за потпредседнике Рајман, Карл Винклер, Карл Хартлеб и Јозеф Карољ. Краус је био вођа партије до 1952.
VdU је себе видела и своју кампању усмерила према заступању интереса бивших чланова нацистичке партије, прогнаних Немаца из источне и Централне Европе, ратним заробљеницима који су се вратили у Аустрију и другим незадовољним деловима аустријске популације. Иако је била блиска са Хришћанском социјалном партијом, заступала је интересе и либералног инвидуализма, а није се много бринула ни око „Католичког питања“. VdU је подржавала укидање закона којима се брани политичка делатност бившим припадницима нацистичке партије.

## Изборни успех и пад
На парламентарним изборима 1949. странка је добила 12% гласова и 16 посланичких места у државном већу Аустрије. План социјалдемократа да направи раскол међу не-социјалним гласачима није успела, јер су на овим изборима и социјалдемократе и Хришћанска партија изгубиле доста гласова од VdU-а. Партија је добијала највише подршке на местима где је пре најпопуларнија странка био Ландбунд и у градовима се великим процентом бивших нациста. На изборима 1953. број гласова за ову странку је опао, чиме су изгубили два посланичка места..
Убрзо по оснивању унутар странке је дошло до тешких сукоба између либералнијег приступа од стране оснивача Крауса и Рејмана и националистичке групације која се центрирала око бившег генерала Луфтвафе Гордона Голоба. То је довело до колапса странке, што је довело до оснивања Слободарска партија Аустрије 1956.

## Важнији чланови
- Гордон Голоб
- Херберт Алојз Краус
- Виктор Рејман